# Synthecium protectum
Synthecium protectum is een hydroïdpoliep uit de familie Syntheciidae. De poliep komt uit het geslacht Synthecium. Synthecium protectum werd in 1903 voor het eerst wetenschappelijk beschreven door Jäderholm. 